# Le François
Le François is een gemeente in Martinique en telde 15.980 inwoners in 2019. De oppervlakte bedraagt 54 km². Het bevindt zich ongeveer 18 km ten oosten van de hoofdstad Fort-de-France. Aan de kust liggen acht kleine eilandjes.

## Geschiedenis
Tijdens de Franse kolonisatie werd het gebied rond Le François met rust gelaten, omdat het door de vele koraalriffen moeilijk bereikbaar was, en moerasachtig met veel steekmuggen. Het was een van de laatste woonplaatsen van de inheemse Cariben. In 1694 werd door de priester Jean-Baptiste Labat een parochie gesticht. In het gebied rond Le François werden suikerrietplantages gesticht, en de inheemse bevolking werd verdreven. In de 19e eeuw werd een rumdestilleerderij gesticht in Le François, die uitgroeide tot een van de grootste werkgevers.
In 1900 brak een staking uit van fabrieksarbeiders die zich verspreidde over het eiland. Op 24 februari werd de staking met geweld onderdrukt waarbij 9 doden vielen. In 1973 werd de kerk door brand verwoest. Er werd een nieuwe kerk in futuristische stijl gebouwd, maar raakte in verval. Het werd vervangen door een kerk in dezelfde stijl als haar 19e-eeuwse voorganger.

## Baignoire de Joséphine
Baignoire de Joséphine is een ondiepe zee tussen de eilandjes Oscar en Thierry. De zee is tussen de 50 en 150 cm diep. Volgens de legende nam Joséphine de Beauharnais, de eerste vrouw van Napoleon Bonaparte, regelmatig een bad in de zee. De legende is onwaarschijnlijk, omdat de Beauharnais tijdens haar verblijf in Martinique op 25 km afstand woonde.
Baignoire de Joséphine ligt in de Atlantische Oceaan maar is beschermd door koraalriffen. Op de eilandjes zijn restaurants en gasthuizen gebouwd, en hebben de beschikking over witzandstranden. Het is alleen per boot te bereiken.

## Habitation Clément
Habitation Clément is een voormalige suikerrietplantage uit de 18e eeuw. Oorspronkelijk werd het Habitation Acajou genoemd, maar in 1887 werd het door Homere Clement, de burgemeester van Le François gekocht. In 1917 werd een rumdestilleerderij gebouwd op de plantage. In 1986 werd de fabriek gekocht door Groupe Bernard Hayot. In 2005 opende een botanische tuin van 17 hectare op het plantageterrein. In de tuin bevinden zich meer dan 300 plantensoorten en grote variëteit aan palmbomen. De destilleerderij wordt gebruikt als rum-museum, en heeft een grote verzameling oude rum.
Op 14 maart 1991, na de Golfoorlog, was Habitation Clément de locatie voor een topoverleg tussen de presidenten George Bush senior en François Mitterrand.

## Eilanden van Le François

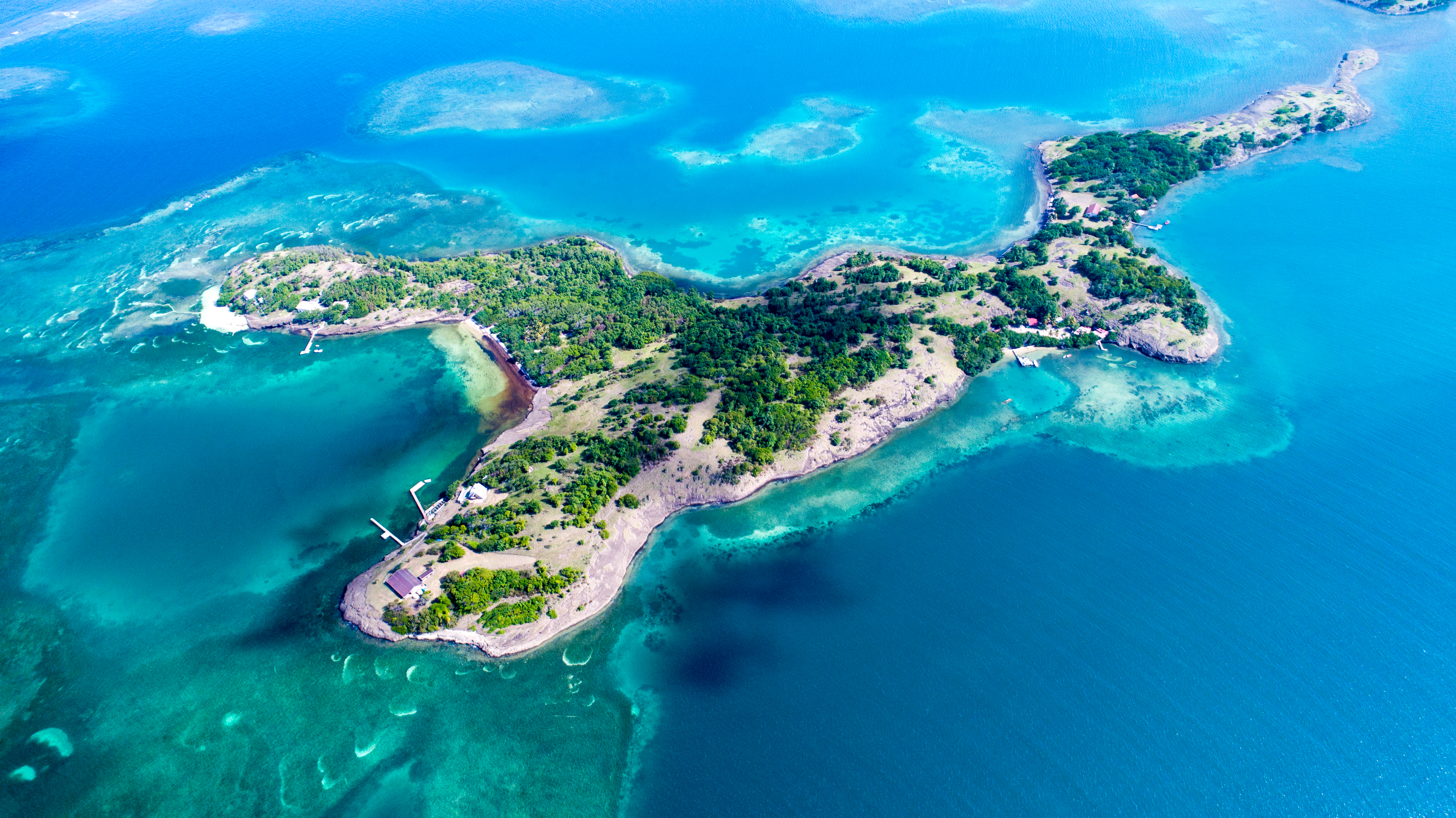
Îlet Long

Aan de Baie du Robert bevinden zich acht kleine eilandjes:
- Îlet Frégate
- Îlet Lapin
- Îlet Lavigne
- Îlet Long
- Îlet Métrente (ook Îlet Anonyme)
- Îlet Oscar
- Îlet Pelé
- Îlet Thierry

De eilanden zijn met de boot te bereiken en hebben toeristische voorzieningen. De eilanden zijn beschermd natuurgebied en gelden beperkingen.

## Sport
De lokale voetbalclub is Club Franciscain die in het stadion Complexe Sportif de Trianon speelt. Het stadion heeft een capaciteit van 2.000 toeschouwers.

## Geboren
- Paulette Nardal (1896-1985), schrijver en feminist

## Galerij

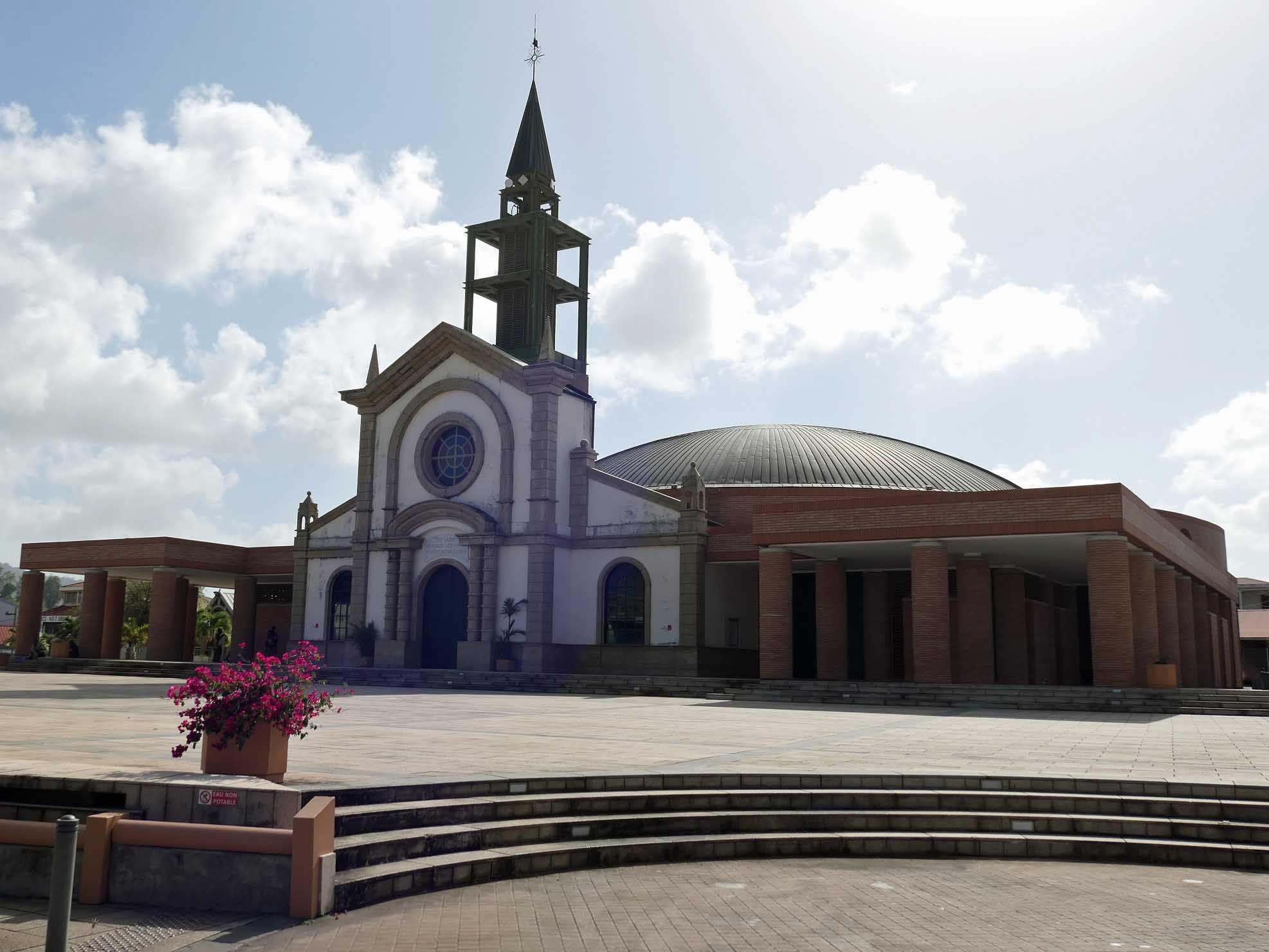
Kerk van Le François
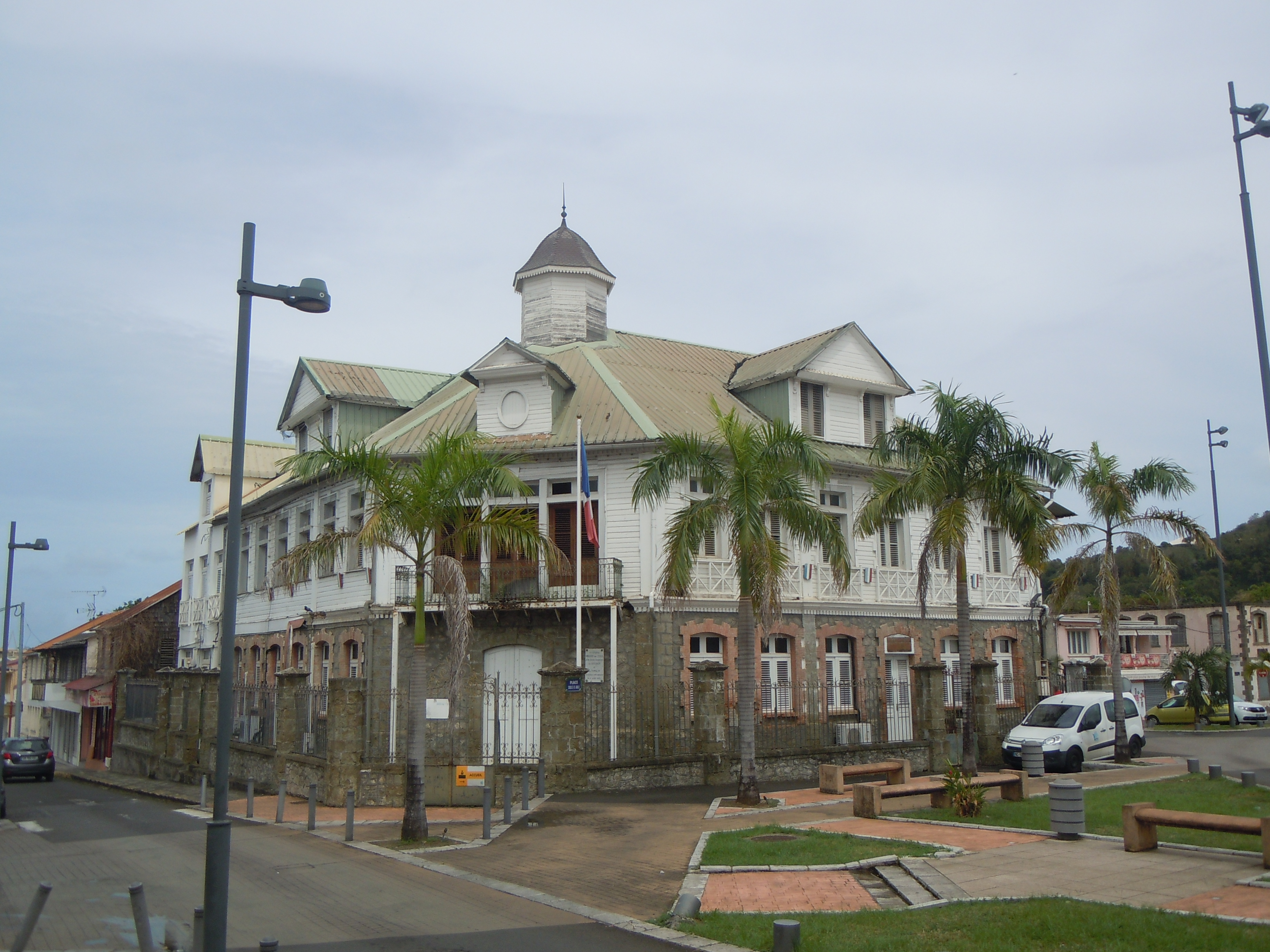
Gemeentehuis
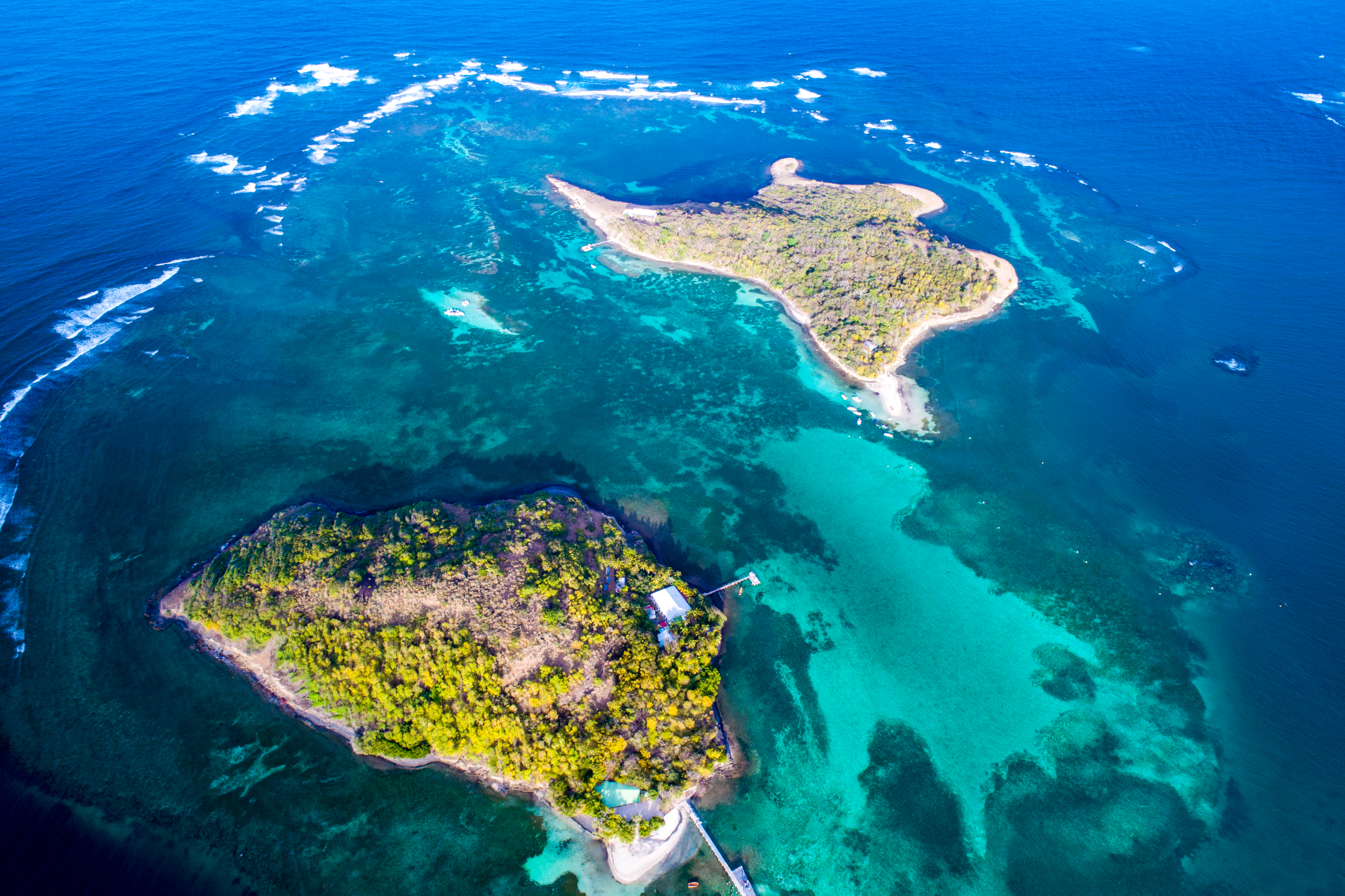
Îlet Oscar, Baignoire de Joséphine, en Îlet Thierry
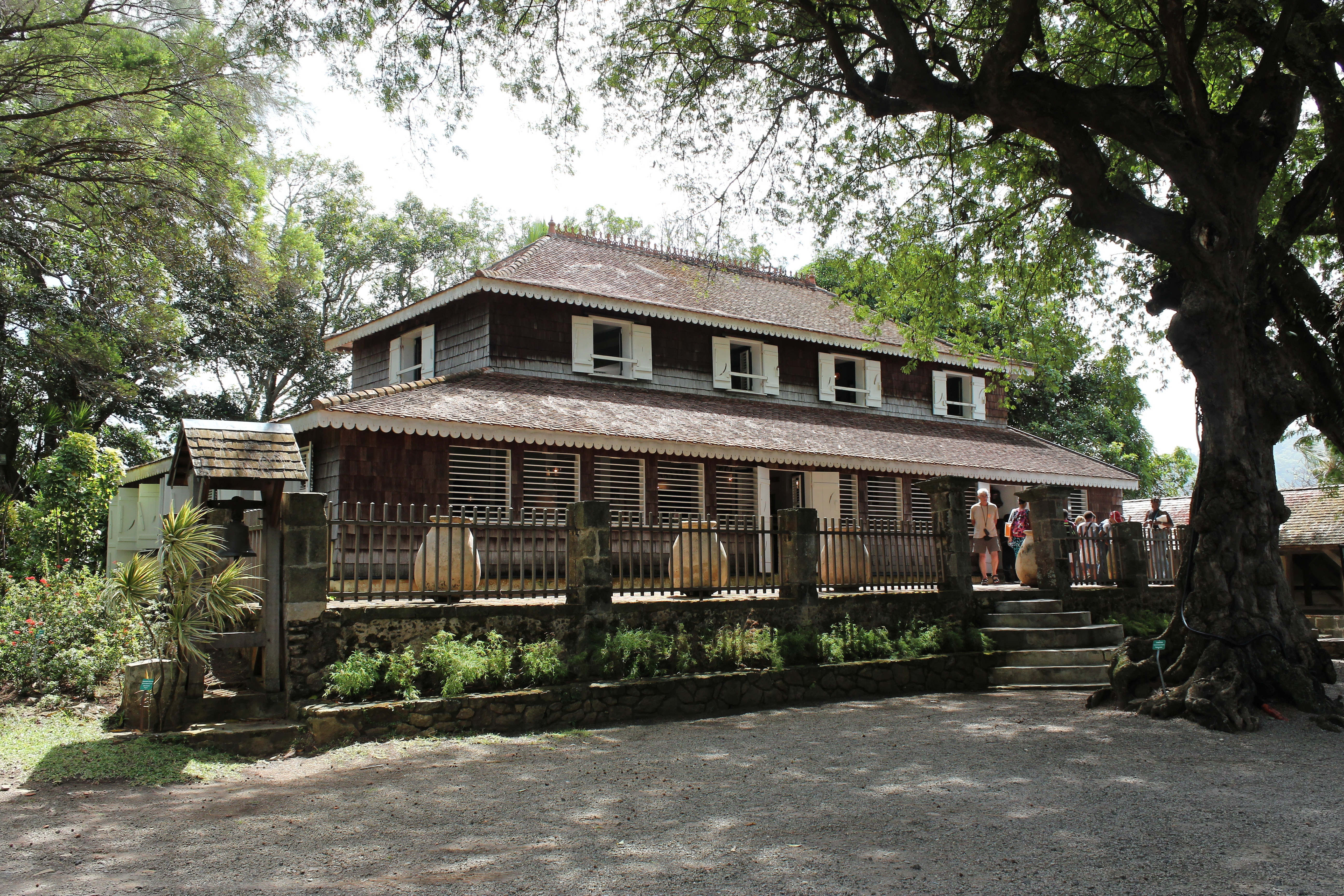
Plantagehuis van Habitation Clément

- Bibliothèque nationale de France: cb12181902p (data)
- Library of Congress Control Number: n86856373
- MusicBrainz: 19e82ed9-2cee-4ed3-a87e-d876970f899a
- Nationale Bibliotheek van Israël: 987007567380705171
- Virtual International Authority File: 158646178
- WorldCat: E39PBJp9t9P7GQp3fmdCpVMHG3

L'Ajoupa-Bouillon · Les Anses-d'Arlet · 
Basse-Pointe · Bellefontaine · 
Le Carbet · Case-Pilote · 
Le Diamant · Ducos · 
Fonds-Saint-Denis · Fort-de-France · Le François · 
Grand'Rivière · Le Gros-Morne · 
Le Lamentin · Le Lorrain · 
Macouba · Le Marigot · Le Marin · Le Morne-Rouge · Le Morne-Vert · 
Le Prêcheur · 
Rivière-Pilote · Rivière-Salée · Le Robert · 
Saint-Esprit · Saint-Joseph · Saint-Pierre · Sainte-Anne · Sainte-Luce · Sainte-Marie · Schœlcher · 
La Trinité · Les Trois-Îlets · 
Le Vauclin